# Рід Токуґава

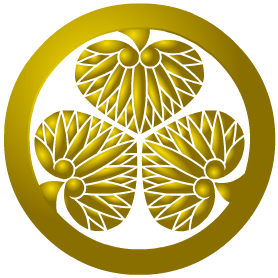
Емблема мон роду Токуґава.

Рід Токуґава (яп. 徳川氏, токуґава-сі) — самурайський рід середньовічної Японії, який виводить свій початок від Токуґави Іеясу, засновника сьоґунату в Едо. З 1603 по 1867 голови роду займали посаду сьоґунів.

## Походження
Походить від роду Мацудайра, володарів провінції Мікава (суч. префектура Айті).
У 1566, голова роду Мацудайра, Мацудайра Іеясу, випрохав у імператорського двору дозвіл про зміну свого прізвища «Мацудайра» на «Токуґава» і з наступного року став називатися Токуґавою Іеясу. Залишаючи за своїм родом Мацудайра старе ім'я, він змінив лише своє власне, перетворившись на патріарха нового роду, вищого за статусом ніж Мацудайра.
У 1605 серед 9 синів Іеясу лише один старший, Хідетада успадкував від батька прізвище «Токуґава» і титул сьоґуна. Решта залишалися членами роду Мацудайра і були перетворені у фактичних васалів роду Токуґава. Таким чином Іеясу прагнув уберегти родину від міжусобиць, виокремивши лінію старшого сина у сьоґунський рід. Однак згодом, боячись що Токуґава можуть фізично вимерти, надав привілей носити це прізвище ще трьом синам — Йосінао, Йорінобу і Йоріфусі. Ці троє стали патріархами бічних ліній роду, так званих ґо-санке (御三家), завданням яких було постачати кандидатури сьоґунів у випадку переривання головної лінії роду.

## Історія
Впродовж період Едо (1603-1867) рід Токуґава, існування якого усіма силами підтримувала могутня адміністративна машина сьоґунату, був поділений на ряд дрібніших родин. Незважаючи на війни другої половини 19 століття і падіння останнього самурайського уряду, Токуґава збереглись. Загалом, на сьогодні нараховується 9 основних родин, які носять це прізвище і є нащадками Токуґави Іеясу:
1. Токуґава лінії сьоґунів (徳川将軍家) або, просто, рід сьоґунів (将軍家, 徳川宗家);
2. Токуґава лінії володарів Оварі (尾張徳川家), належить до ґо-санке;
3. Токуґава лінії володарів Кіі (紀伊徳川家), належить до ґо-санке;
4. Мітоські Токуґава — володарі Міто, належить до ґо-санке;
5. Токуґава лінії Хітоцубасі (一橋徳川家, 御三卿);
6. Токуґава лінії Таясу (田安徳川家, 御三卿);
7. Токуґава лінії Сімідзу (清水徳川家, 御三卿);
8. Токуґава лінії останнього сьоґуна Йосінобу (徳川慶喜家);
9. Токуґава лінії Мацудо (松戸徳川家), бічна лінія володарів Міто（水戸徳川家分家).

Наступні лінії вважаються вимерлими:
1. Токуґава лінії володарів Суруґа (駿河徳川家);
2. Токуґава лінії володарів Кофу (甲府徳川家);
3. Токуґава лінії Канрін (館林徳川家).

На сьогодні кількість усіх членів родини Токуґава налічує близько 600 осіб.

## Сьоґуни
|    | Сьоґунат Едо      |           |            |             |
| №  | Українською       | Японською | Роки життя | Роки служби |
| 1  | Токуґава Іеясу    | 徳川家康  | 1543—1616  | 1603—1605   |
| 2  | Токуґава Хідетада | 徳川秀忠  | 1579—1632  | 1605—1623   |
| 3  | Токуґава Іеміцу   | 徳川家光  | 1604—1651  | 1623—1651   |
| 4  | Токуґава Іецуна   | 徳川家光  | 1641—1680  | 1651—1680   |
| 5  | Токуґава Цунайосі | 徳川綱吉  | 1646—1709  | 1680—1709   |
| 6  | Токуґава Іенобу   | 徳川家宣  | 1662—1712  | 1709—1712   |
| 7  | Токуґава Іецуґу   | 徳川家継  | 1709—1716  | 1713—1716   |
| 8  | Токуґава Йосімуне | 徳川吉宗  | 1684—1751  | 1716—1745   |
| 9  | Токуґава Іесіґе   | 徳川家重  | 1712—1761  | 1745—1760   |
| 10 | Токуґава Іехару   | 徳川家治  | 1737—1786  | 1760—1786   |
| 11 | Токуґава Іенарі   | 徳川家斉  | 1773—1841  | 1787—1837   |
| 12 | Токуґава Іейосі   | 徳川家慶  | 1793—1853  | 1837—1853   |
| 13 | Токуґава Іесада   | 徳川家定  | 1824—1858  | 1853—1858   |
| 14 | Токуґава Іемоті   | 徳川家茂  | 1846—1866  | 1858—1866   |
| 15 | Токуґава Йосінобу | 徳川慶喜  | 1837—1913  | 1866—1867   |

## Три бічні лінії (ґо-санке)
- Токуґава лінії володарів Оварі (尾張徳川家)
- Токуґава лінії володарів Кіі (紀伊徳川家)
- Токуґава лінії володарів Міто (水戸徳川家)